# Aphrodisium crassum
Aphrodisium crassum là một loài bọ cánh cứng trong họ Cerambycidae.